# Grow Fins: Rarities 1965-1982
| Recensione | Giudizio |
| ---------- | -------- |
| Allmusic   | [ 1 ]    |

Grow Fins: Rarities 1965–1982 è un cofanetto di cinque CD comprendenti registrazioni inedite di Captain Beefheart & His Magic Band pubblicato nel 1999 dalla Revenant Records. Il materiale contenuto nel box set spazia lungo tutta la carriera di Beefheart, ma si focalizza principalmente sul periodo fine anni sessanta e sulle sessioni per il capolavoro di Beefheart e soci, Trout Mask Replica (1969).

## Tracce

### Disco 1:Just Got Back From the City (1965-67)
1. Obeah Man (1966 demo) – 2:46
2. Just Got Back from the City (1966 demo) – 1:55
3. I'm Glad (1966 demo) – 3:43
4. Triple Combination (1966 demo) – 2:50
5. Here I Am I Always Am (early 1966 demo) – 3:17
6. Here I Am I Always Am (later 1966 demo) – 2:33
7. Somebody in My Home (live Avalon Ballroom '66) – 3:03
8. Tupelo (live Avalon Ballroom '66) – 4:15
9. Evil (live Avalon Ballroom '66) – 2:33
10. Old Folks Boogie (live Avalon Ballroom '67) – 3:15
11. Call On Me (1965 demo) – 3:04
12. Sure 'Nuff 'n Yes I Do (1967 demo) – 2:11
13. Yellow Brick Road (1967 demo) – 1:45
14. Plastic Factory (1967 demo) – 2:57

### Disc 2:Electricity, 1968
1. Electricity (live at Cannes 1968) – 3:42
2. Sure Nuff (live at Cannes 1968) – 3:00
3. Rollin 'n Tumblin (Kidderminster 1968) – 11:10
4. Electricity (Kidderminster 1968) – 3:42
5. You're Gonna Need Somebody on Your Bond (Kidderminster 1968) – 6:28
6. Kandy Korn (Kidderminster 1968) – 4:23
7. Korn Ring Finger (1967 demo) – 7:23

### Disco 3:Trout Mask House Sessions, 1969
1. Hobo Chang Ba e Dachau Blues tuning up – 4:59
2. bush recording – 8:18
3. Hair Pie: Bake 1 – 5:04
4. Hair Pie: Bake 2 – 2:44
5. noodling – 1:05
6. Hobo Chang Ba – 2:02
7. "Hobo" practice – 1:58
8. Hobo Chang Ba take 2 – 3:08
9. Dachau Blues – 2:06
10. Old Fart at Play – 1:23
11. noodling – 1:01
12. Pachuco Cadaver – 4:08
13. Sugar 'n Spikes – 2:40
14. noodling – 1:01
15. Sweet Sweet Bulbs – 2:31
16. Frownland (take 1) – 2:51
17. Frownland – 1:52
18. noodling – 1:11
19. Ella Guru – 2:33
20. silence – 0:09
21. She's Too Much for My Mirror – 1:30
22. noodling – 0:36
23. Steal Softly thru Snow – 2:22
24. noodling – 1:52
25. My Human Gets Me Blues – 2:54
26. noodling – 1:06
27. When Big Joan Sets Up – 4:32
28. silence – 0:05
29. Candy Man – 0:57
30. China Pig – 4:15

### Disco 4:Trout Mask House Sessions Pt. 2
1. Blimp playback – 5:09
2. Herb Alpert – 1:07
3. Septic tank – 0:51
4. We'll overdub it 3 times – 5:26

Il disco 4 contiene anche il seguente materiale video:
1. Cannes Beach live '68 (Electricity e Sure Nuff)
2. Paris Bataclan live '73 (Click Clack)
3. Detroit Tubeworks program, inverno di fine 1970/inizio 1971 (Big Joan, Woe Is Me, Bellerin Plain)
4. Amougies live '69 (Too Much for My Mirror, Human Gets Me Blues)

### Disco 5:Captain Beefheart & His Magic Band Grow Fins (1969-81)
1. My Human Gets Me Blues (live Amougies '69) – 3:56
2. When Big Joan Sets Up (live "Detroit Tubeworks" 1971) – 6:13
3. Woe Is Uh Me Bop (live "Detroit Tubeworks" 1971) – 2:46
4. Bellerin Plain (live "Detroit Tubeworks" 1971) – 3:26
5. Black Snake Moan I (KHSU '72) – 1:04
6. Grow Fins (live Bickershaw '72) – 5:12
7. Black Snake Moan II (WBCN '72) – 1:52
8. Spitball Scalped Uh Baby (live, Bickershaw '72) – 9:15
9. Harp Boogie I (WBCN '72) – 1:35
10. One Red Rose That I Mean (Town Hall '72) – 1:48
11. Harp Boogie II (WBCN '72) – 0:56
12. Natchez Burning (WBCN '72) – 0:46
13. Harp Boogie III (1972 radio phone in) – 0:53
14. Click Clack (Paris, '73) – 2:53
15. Orange Claw Hammer ('75 from radio with Zappa on acoustic guitar) – 4:39
16. Odd Jobs (Don piano demo, '76) – 5:13
17. Odd Jobs (full band demo '76) – 5:12
18. Vampire Suite (1980 worktapes / live) – 3:49
19. Mellotron Improv (live '78) – 1:25
20. Evening Bell (Don piano demo '81) – 0:57
21. Evening Bell (Lucas worktape '81) – 2:18
22. Mellotron Improv (live '80) – 2:23
23. Flavor Bud Living (live '81) – 1:17